# Zeus alla conquista di Halloween
Zeus alla conquista di Halloween è un film per la televisione del 2011 diretto da Peter Sullivan, con Gary Valentine, Dean Cain e Lance Henriksen.

## Trama
Poco prima di Halloween, mentre George porta a spasso il suo cane Zeus, nota qualcosa di strano uscire dalla casa dei vicini. Decide di assoldare due ladri per scoprire cosa stia accadendo tra quelle mura. Naturalmente il suo piano fa acqua da tutte le parti fino all'intervento di Zeus.